# Saison 1989-1990 de snooker
Navigation
1988-1989 1990-1991
La saison 1989-1990 de snooker est la 22e saison de snooker. Elle regroupe 31 tournois organisés par la WPBSA entre mai 1989 et juin 1990.

## Nouveautés
- L'Open de Hong Kong, l'Open d'Asie et le Classique de Dubai figurent parmi les tournois comptant pour le classement mondial.
- Création de la coupe de Hong Kong.
- Retour dans le calendrier du Masters d'Écosse.
- Les championnats du Canada, d'Australie, d'Afrique du Sud, d'Angleterre, d'Irlande et d'Écosse ainsi que le tournoi Fosters, le championnat Matchroom et le Masters du Canada ne sont pas reconduits.

## Calendrier
| C = Tournoi classé (professionnel)                                |
| NC = Tournoi non classé (professionnel)                           |
| TE = Tournoi par équipes (professionnel)                          |
| P/A = Tournoi pro-am (professionnel et amateur)                   |
| TQ = Tournoi qualificatif pour le circuit professionnel (amateur) |

| Dates (mois-jour) | Dates (mois-jour) | Tournoi                                                               | Lieu           | Site                             | Cat. | Vainqueur           | Finaliste         | Score   | Références |
| 05-??             | 05-??             | Séries qualificatives pour le circuit professionnel 90/91 (épreuve 1) | Puckpool       | Warners                          | TQ   | Jeff Cundy (en)     | Jason Prince (en) | 5-3     |            |
| 06-??             | 06-??             | Séries qualificatives pour le circuit professionnel 90/91 (épreuve 2) | Rye            | Camber Sands Holiday Village     | TQ   | Ken Doherty         | Alan Trigg        | 5-3     |            |
| 08–03             | 08–06             | Masters de Nouvelle-Zélande                                           | Wellington     | Parlement de Nouvelle-Zélande    | NC   | Willie Thorne       | Joe Johnson       | 7–4     | [ 1 ]      |
| 08–07             | 08–13             | Open de Hong Kong                                                     | Hong Kong      | International Convention Centre  | C    | Mike Hallett        | Dene O'Kane       | 9–8     | [ 2 ]      |
| 08–17             | 08–27             | Open d'Asie                                                           | Bangkok        | Channel 12 Studios               | C    | Stephen Hendry      | James Wattana     | 9–6     | [ 3 ]      |
| 09–??             | 09–??             | Tournoi de la WPBSA (épreuve 1)                                       | Clacton-on-Sea | Clacton Snooker Centre           | NC   | Robby Foldvari (en) | Darren Morgan     | 8-1     |            |
| 09–02             | 09–03             | Coupe de Hong Kong                                                    | Hong Kong      | Stade de la Reine Élisabeth      | NC   | Steve Davis         | Alex Higgins      | 6–3     |            |
| 09–13             | 09–17             | Masters d'Écosse                                                      | Glasgow        | Scottish Exhibition Centre       | NC   | Stephen Hendry      | Terry Griffiths   | 10–1    | [ 4 ]      |
| 09–19             | 09–30             | Open international                                                    | Stoke-on-Trent | Trentham Gardens                 | C    | Steve Davis         | Stephen Hendry    | 9–4     | [ 5 ]      |
| 10-??             | 10-??             | Séries qualificatives pour le circuit professionnel 90/91 (épreuve 3) | Burnham-on-Sea | Sands Holiday Village            | TQ   | Jonathan Birch      | Drew Henry        | 5-4     |            |
| 10–09             | 10–22             | Grand Prix                                                            | Reading        | The Hexagon                      | C    | Steve Davis         | Dean Reynolds     | 10–0    | [ 6 ]      |
| 10–27             | 11–03             | Classique de Dubai                                                    | Dubai          | Al Nasr Stadium                  | C    | Stephen Hendry      | Doug Mountjoy     | 9–2     | ,          |
| 11–??             | 11–??             | Tournoi de la WPBSA (épreuve 2)                                       | Glasgow        | Marco's Leisure Centre           | NC   | Ken Owers (en)      | Dave Gilbert (en) | 9-6     |            |
| 11–01             | 11–12             | Grand Prix Norwich Union                                              | Monte Carlo    | Monte Carlo                      | NC   | Joe Johnson         | Stephen Hendry    | 5–3     | [ 1 ]      |
| 11–17             | 12–03             | Championnat du Royaume-Uni                                            | Preston        | Preston Guild Hall               | C    | Stephen Hendry      | Steve Davis       | 16–12   | [ 9 ]      |
| 12–07             | 12–16             | Championnat du monde de match-play                                    | Brentwood      | Brentwood Centre                 | NC   | Jimmy White         | John Parrott      | 18–9    | [ 10 ]     |
| 01–02             | 01–13             | Classique de snooker                                                  | Blackpool      | Norbreck Castle Hotel            | C    | Steve James         | Warren King (en)  | 10–6    | [ 11 ]     |
| 01–??             | 01–??             | Open des Pays-Bas                                                     | Rotterdam      | Lijnbaan Snooker Centre          | P/A  | Peter Ebdon         | Tony Knowles      | 6-4     |            |
| 02–04             | 02–11             | Masters                                                               | Londres        | Wembley Conference Centre        | NC   | Stephen Hendry      | John Parrott      | 9–4     | ,          |
| 02–12             | 02–17             | Championnat du pays de Galles                                         | Newport        | Newport Centre                   | NC   | Darren Morgan       | Doug Mountjoy     | 9–7     | ,          |
| 02–18             | 03–04             | Open de Grande-Bretagne                                               | Derby          | Assembly Rooms                   | C    | Bob Chaperon        | Alex Higgins      | 10–8    | ,          |
| 03–10             | 03–16             | Open d'Europe                                                         | Lyon           | Palais des sports                | C    | John Parrott        | Stephen Hendry    | 10–6    | ,          |
| 03–15             | 03–18             | Coupe Kent                                                            | Pékin          | Yuetan Gymnasium                 | NC   | Marcus Campbell     | Tom Finstad       | 4-1     |            |
| 03–21             | 03–24             | Coupe du monde                                                        | Bournemouth    | Bournemouth International Centre | TE   | Canada              | Irlande du Nord   | 9–5     | ,          |
| 03–27             | 04–01             | Masters d'Irlande                                                     | Kill           | Goff's                           | NC   | Steve Davis         | Dennis Taylor     | 9–4     | [ 22 ]     |
| 04–13             | 04–29             | Championnat du monde                                                  | Sheffield      | Crucible Theatre                 | C    | Stephen Hendry      | Jimmy White       | 18–12   | [ 23 ]     |
| 01–??             | 05–??             | Ligue Matchroom                                                       |                |                                  | NC   | Steve Davis         | Stephen Hendry    | [ n 1 ] | [ 24 ]     |
| 01–??             | 05–??             | Ligue internationale                                                  |                |                                  | NC   | Tony Meo            | Jimmy White       | [ n 1 ] | [ 24 ]     |
| 10–??             | 05–15             | Masters de Londres                                                    | Londres        | Café Royal                       | NC   | Stephen Hendry      | John Parrott      | 4–2     | [ 1 ]      |
| 05–??             | 05–??             | Tournoi Pontins professionnel                                         | Prestatyn      | Pontins                          | NC   | Stephen Hendry      | Mike Hallett      | 9–6     | [ 25 ]     |
| 06–??             | 06–??             | Tournoi Pontins pro-am (printemps)                                    | Prestatyn      | Pontins                          | P/A  | Tony Rampello       | Paul Davies       | 7-3     |            |

## Classement mondialen début et fin de saison

### Classement après lechampionnat du monde 1989
| Rang | Évol.         | Joueur               |
| 1    | en stagnation | Steve Davis          |
| 2    | en stagnation | Jimmy White          |
| 3    | en stagnation | Neal Foulds          |
| 4    | 19            | Stephen Hendry       |
| 5    | 1             | Terry Griffiths      |
| 6    | 2             | Cliff Thorburn       |
| 7    | 6             | John Parrott         |
| 8    | 1             | Tony Knowles         |
| 9    | 7             | Mike Hallett         |
| 10   | 2             | Dennis Taylor        |
| 11   | en diminution | Joe Johnson          |
| 12   | 2             | Silvino Francisco    |
| 13   | 2             | Willie Thorne        |
| 14   | 2             | Peter Francisco (en) |
| 15   | 4             | John Virgo           |
| 16   | 11            | Cliff Wilson         |

### Classement après lechampionnat du monde 1990
| Rang | Évol.         | Joueur          |
| 1    | en stagnation | Steve Davis     |
| 2    | 5             | John Parrott    |
| 3    | 1             | Stephen Hendry  |
| 4    | 2             | Jimmy White     |
| 5    | en stagnation | Terry Griffiths |
| 6    | 3             | Mike Hallett    |
| 7    | 1             | Cliff Thorburn  |
| 8    | 2             | Dennis Taylor   |
| 9    | 4             | Willie Thorne   |
| 10   | 14            | Doug Mountjoy   |
| 11   | en stagnation | Joe Johnson     |
| 12   | 4             | Tony Knowles    |
| 13   | 2             | John Virgo      |
| 14   | 17            | Tony Meo        |
| 15   | 7             | Dean Reynolds   |
| 16   | 16            | Steve James     |